# UFO: Alien Invasion

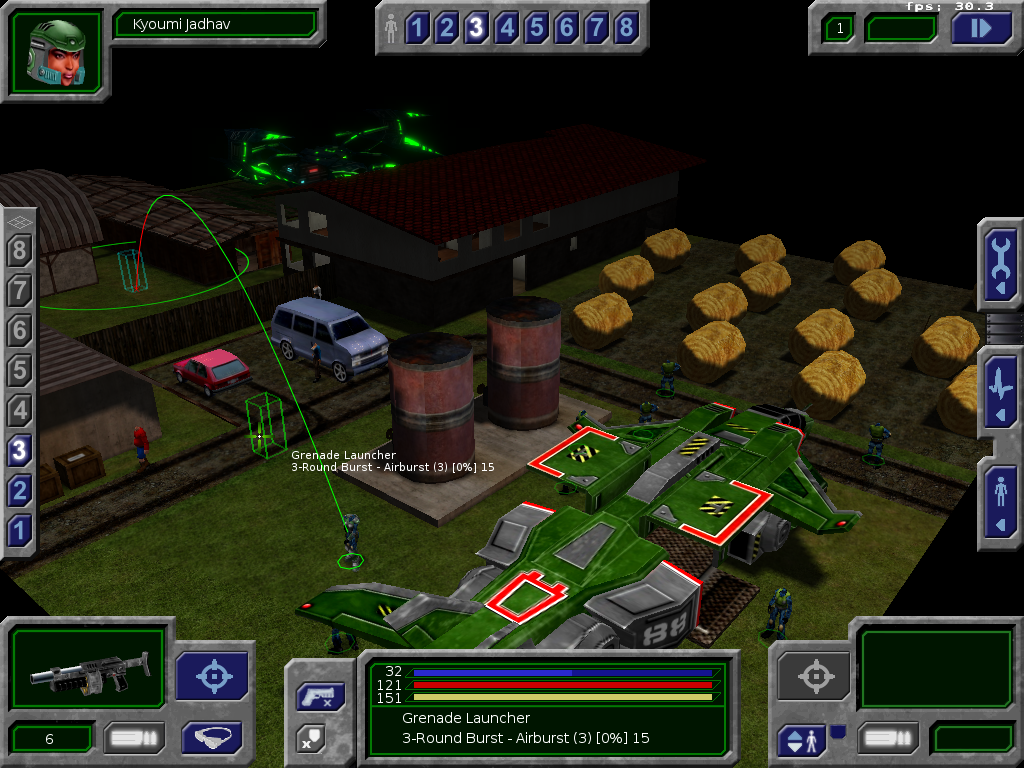
Zrzut ekranowy gry

UFO: Alien Invasion – gra komputerowa nawiązująca do serii X-COM, łączącą w sobie elementy gry ekonomicznej, strategicznej z dodatkiem turowej części taktycznej 3D. Gra jest rozwijana na licencji GPL na zasadach otwartego oprogramowania.

## Fabuła
Jest rok 2084. Gracz kontroluje sekretną organizację powołaną w celu powstrzymania inwazji Obcych. Mając do dyspozycji środki finansowe i personel oferowany przez narody zjednoczone wspólnym celem, należy rozbudować infrastrukturę techniczną, prowadzić badania o szerokim spektrum i wreszcie – a może przede wszystkim – wysyłać żołnierzy do walki przeciwko Obcym.
W miarę poznawania nowych technologii – głównie poprzez adaptowanie ekwipunku zdobytego na przeciwniku – gracz poznaje cele stojące za inwazją Obcych.

## Rozgrywka

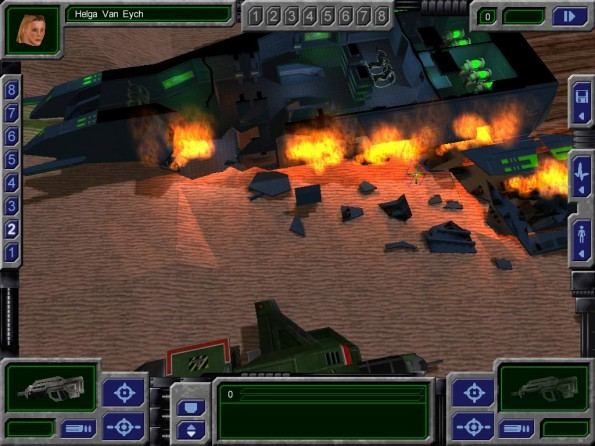
Zrzut ekranu fragmentu gry

### Gra jednoosobowa
W grze można rozróżnić dwa zasadnicze tryby. Tryb pierwszy dzieje się w czasie rzeczywistym (lub szybciej, gdy gracz przyspieszy upływ czasu w grze) i dotyczy zarządzania zasobami organizacji kontrolowanej przez gracza oraz decydowania o kierunkach badań, produkcji itp. Tryb drugi to turowa walka taktyczna przy użyciu uprzednio przygotowanej drużyny przeciwko grupie Obcych.

### Gra wieloosobowa
Gracze przygotowują drużyny i spotykają się na polu walki. Można grać przeciwko sobie, drużynowo lub wspólnie przeciwko komputerowi. Istnieje możliwość skorzystania z jednego z dedykowanych serwerów lub uruchomienia własnego. Gra posiada zaimplementowanego klienta IRC, ułatwiającego komunikację pomiędzy graczami.

## Historia
Gra była rozwijana od 2003 roku przez wąską grupę fanów w zamkniętym gronie. Na drugi kwartał 2005 roku datuje się spowolnienie tempa rozwoju gry, co było głównym powodem podjęcia decyzji o otwarciu kodu. Od stycznia 2006 roku kod UFO:AI jest dostępny na licencji GPL w ramach Otwartego Oprogramowania. Od tego momentu datuje się szybki rozwój kodu. Na przełomie 2006 i 2007 roku zakończono implementowanie wszystkich ważniejszych podsystemów gry, osiągając pełną funkcjonalność.

## Rozwój
Gra jest napisana w języku C.